# Svoboda 22
Traktory Svoboda Diesel Kar 22 byly vyráběny firmou Svoboda v Kosmonosích od roku 1941, byly osazeny motorem firmy Deutz s označením F2 M414 a to do roku 1943, kdy byla výroba zastavena pro nedostatek motorů Deutz. Výroba však zcela nezanikla, traktor byl vybaven vlastním motorem Svoboda odvozeným od konstrukce Deutz. V roce 1941 stál traktor 45 000 korun, se zvláštním příslušenstvím jako světla, blatníky a železná kola téměř 50 000.

## Základní technická data

### Motor
- vznětový dvouválec Deutz F2 M414 
  - Objem: 2 200 cm³
  - Výkon: 22 koní při 1 550 ot/min
  - Vrtání: 100 mm
  - Zdvih: 140 mm
  - Chlazení: vodou, nucené
- Palivo: nafta (petrolej, hnědouhelný olej)
- Spojka: jednolamelová suchá
- Diferenciál: samosvorný
- Obsah palivové nádrže: 50 l

### Rozměry
- Délka: 2 550 mm
- Výška (včetně sacího komínku): 1 900 mm
- Rozvor: 1 650 mm
- Světlá výška: 265 mm
- Hmotnost: 1 460 kg
- Poloměr otáčení: 3,45 m

### Kola
- Přední gumová: 5,5-18 / 5,5-16
- Přední železná: 760 mm
- Zadní kola gumová: 8.00-20 / 8,25-20 / 9,00-20 / 9,00-24
- Zadní kola železná: 1 000 mm